# Kristina Kuusk
Kristina Kuusk (Haapsalu, 16 de novembro de 1985) é uma esgrimista estoniana de espada, medalhista de ouro e de prata nos jogos Mundiais de 2014 e 2017.

## Carreira
Kuusk começou sua carreira na esgrima em 1992. Sendo treinada por Helen Nelis-Naukas, Boris Joffe e Kaido Kaaberma. A partir de 2017, Kuusk começou a treinar com Peeter Nelis.
Kuusk conquistou duas medalhas de ouro pelos eventos femininos por equipes do Campeonato Europeu de 2013 e 2016, além de uma medalha de bronze pelo mesmo evento em 2012.
Em campeonatos mundiais, ela conquistou uma medalha de prata no torneio disputado em Cazã, em 2014. Três anos depois, ganhou uma medalha de ouro no mundial disputado em Leipzig. Ambas as medalhas foram nos eventos por equipes.
Em 2013, Kuusk ganhou o Prêmio de Equipe do Ano da Estônia junto com suas colegas nacionais de esgrima.